# Ожика судетська
Ожика судетська (Luzula sudetica) — вид трав'янистих багаторічних рослин родини ситникові (Juncaceae).

## Опис
Багаторічник, 10–25(35) см заввишки. Рослини з довгими, розгалуженими, косими або висхідними кореневищами. Прикореневі листки 1.5–4.0 мм завширшки, стеблові 2–3; верхні листки 4.5–6.0 см завдовжки, шириною 1.4–3.0 мм. Нижні приквітники довжиною зазвичай 1.5–3.5 см, перевершують суцвіття. Суцвіття складаються з 3–10 від еліпсоїдних до овальних кластерів; кластери (5)7–11(15)-квіткові. Листочки оцвітини ланцетні, червонувато-коричневі; зовнішні листочки (1.9)2.1–2.5(2.7) мм довжиною. Капсули вузько обернено-яйцюваті, підгострі чи нечітко загострені, рівні або коротші оцвітини. Насіння вузько еліпсоїдальні, довжиною 0.9–1.0 мм, шириною 0.5–0.6 мм з придатком 0,1 мм завдовжки. 2n=48.

## Поширення
Поширений у Європі (від Ісландії, Скандинавії та Європейських гір на південь до Піренеїв, північної Італії та Балкан) й на Кавказі. Населяє гірські й альпійські луки на вологих торф'яних ґрунтах.
В Україні зростає на полонинах у Карпатах.